# M album
《M album》是日本二人組合近畿小子的第14張專輯。於2014年12月10日由傑尼斯娛樂唱片公司發行。

## 解說
本專輯分別有初回版和通常版兩個版本。
兩個版本各有雙CD，分成<side Moments>及<side Memories>。
<side Memories>是將過去的作品重新編曲翻唱，<side Moments>則是除了「Glorious Days ～尋找一條道路」外，收錄從未發表過的全新作品。

## 收錄歌曲

### 初回盤

#### side Moments-DISC 1
1. Be with me
  - 作詞：浅野尚志
  - 作曲：浅野尚志
  - 編曲：浅野尚志
2. 任性
  - 作詞：大竹創作
  - 作曲：井上ヨシマサ
  - 編曲：井上ヨシマサ
  - 和音編排：Ko-saku
3. 時空旅行的戀人們（たいむ・とらべ・らばーず）
  - 作詞：市川喜康
  - 作曲：市川喜康／ha-j
  - 編曲：ha-j
4. 利己主義羅曼史（エゴイスティック・ロマンス）
  - 作詞：前田たかひろ
  - 作曲：原一博
  - 編曲：原一博
  - 和音編排：Ko-saku
5. SPEAK LOW
  - 作詞：堂島孝平
  - 作曲：堂島孝平
  - 編曲：堂島孝平
6. Want You
  - 作詞：木村友威／和田昌哉
  - 作曲：和田昌哉
  - 編曲：和田昌哉
7. 我們的未來（僕らの未来）
  - 作詞：平田祥一郎
  - 作曲：平田祥一郎
  - 編曲：平田祥一郎
8. Glorious Days 〜尋找一條道路（Glorious Days 〜ただ道を探してる）
  - 作詞：松井五郎
  - 作曲：U-Key zone
  - 編曲：U-Key zone
9. 只願與妳永不分離（もう君だけは離さない）
  - 作詞：Shusui
  - 作曲：canna
  - 編曲：丸山真由子
  - 和音編排：小田原友洋
10. Two of Us
  - 作詞：吉田建
  - 作曲：吉田建
  - 編曲：吉田建
  - 弦樂編排：佐藤泰将
11. EXIT
  - 作詞：藤原優樹
  - 作曲：YOO
  - 編曲：YOO／Tak Miyazawa

#### side Memories-DISC 2
1. Rocks
  - 作詞：相田毅
  - 作曲：谷本新
  - 編曲：CHOKKAKU
  - 和音編排：竹内浩明
2. 希望妳感覺到我苦悶的戀情（せつない恋に気づいて）
  - 作詞：MIZUE＆HIDE
  - 作曲：寺田一郎
  - 編曲：吉田建
  - 弦樂編排：佐藤泰将
3. 就這樣手牽著手（このまま手をつないで）
  - 作詞：松本隆
  - 作曲：馬飼野康二
  - 編曲：十川ともじ
4. 雨的旋律（雨のMelody）
  - 作詞：康珍化
  - 作曲：武藤敏史／坂井秀陽
  - 編曲：ha-j
  - 和音編排：岩田雅之
5. 除了你誰都不愛了（もう君以外愛せない）
  - 作詞：周水 (canna)
  - 作曲：周水 (canna)
  - 編曲：鷺巣詩郎
6. HAKKA CANDY
  - 作詞：松本隆
  - 英語詞：Komei Kobayashi
  - 作曲：Fredrik Hult／Ola Larsson／Öystein Grindheim／Henning Hartung
  - 編曲：石塚知生
7. Bonnie Butterfly
  - 作詞：井手コウジ
  - 作曲：井手コウジ
  - 編曲：鈴木雅也
  - 和音編排：Ko-saku

#### 初回版特典DVD收錄內容
1. KinKi Kids 目で見る どんなもんヤ！～M album 特別版～
2. M album TV CM All Type & Making

### 通常盤

#### side Moments-DISC 1
1. Be with me
2. 任性
3. 時空旅行的戀人們
4. 利己主義羅曼史
5. SPEAK LOW
6. Want You
7. aeon
  - 作詞：田中直
  - 作曲：田中直
  - 編曲：田中直
8. 我們的未來
9. Glorious Days 〜尋找一條道路
10. 只願與妳永不分離
11. Two of Us
12. Where is
  - 作詞：Kaiomii
  - 作曲：Kaiomii
  - 編曲：浅野尚志
13. EXIT
14. Stay Together
  - 作詞：Komei Kobayashi
  - 作曲：Dele Ladimeji／Chris Ballard
  - 編曲：Chris Ballard
  - 和音編排：Ko-saku

#### side Memories-DISC 2
1. Rocks
2. 希望妳感覺到我苦悶的戀情
3. 就這樣手牽著手
4. 雨的旋律
5. 除了你誰都不愛了
6. 愛的聚合物（愛のかたまり）
  - 作詞：堂本剛
  - 作曲：堂本光一
  - 編曲：武部聡志
7. HAKKA CANDY
8. Bonnie Butterfly
9. 戀淚
  - 作詞：堂本剛
  - 作曲：堂本光一
  - 編曲：亀田誠治
  - 和音編排：Ko-saku